# U.S. Route 74
Pour les articles homonymes, voir Route 74.
La U.S. Route 74 (US 74) est une US Route ouest–est parcourant 515 miles (829 km) depuis Chattanooga, Tennessee jusqu'à Wrightsville Beach, Caroline du Nord. Se situant principalement en Caroline du Nord, elle sert de lien important entre les montagnes et l'océan, reliant entre elles les villes d'Asheville, de Charlotte et de Wilmington. L'entièreté de la route est nommée la Andrew Jackson Highway.

## Description du tracé
|       | mi    | km    |
| ----- | ----- | ----- |
| TN    | 63,0  | 101,4 |
| NC    | 451,8 | 727,1 |
| Total | 514,8 | 828,5 |

### Tennessee
La US 74 parcourt 63 miles (101 km) depuis l'échangeur entre l'I-24 et l'I-75 à Chattanooga. Elle se dirige ensuite vers le nord-est, jusqu'à Cleveland, où elle continue vers l'est en multiplex avec la US 64, jusqu'à la frontière avec la Caroline du Nord.
Les indications pour la US 74 sont peu nombreuses dans l'état. La plupart des routes qu'elle croise ne l'indiquent pas; elles vont plutôt indiquer l'I-75 ou la US 64. L'I-75 ignore complètement la US 74 le long de leur multiplex, même à la sortie de la US 74 à Cleveland, les indications signalent la US 64 Bypass.

### Caroline du Nord

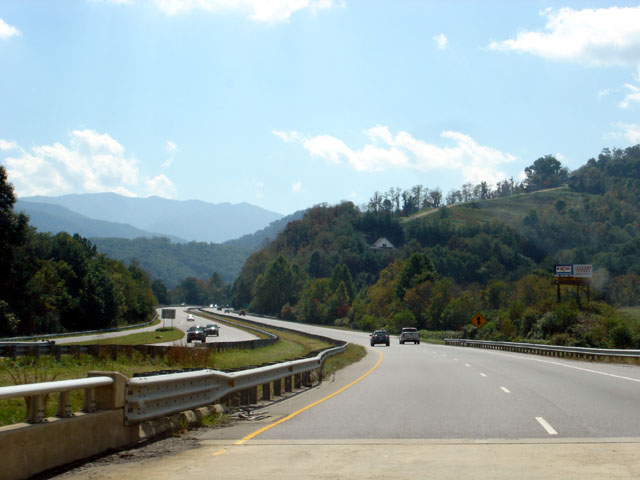
US 74 près de Waynesville

La US 74 entre dans l'ouest de la Caroline du Nord en multiplex avec la US 64. Comme elle emprunte plusieurs routes préexistantes dans la région, la US 74 forme plusieurs multiplex avec plusieurs routes: US 19, US 129, US 441 et US 23. La route est considérée comme la colonne vertébrale du trafic lourd de l'ouest de l'état. Elle relie les villes de Murphy, d'Andrews, de Bryson City, de Cherokee, de Sylva et de Waynesville.
Au nord de Clyde, la US 74 rejoint l'I-40 en multiplex vers l'est, jusqu'à Asheville. À Asheville, la route change d'autoroute pour former un multiplex avec l'I-26, vers le sud-est jusqu'à Columbus. Elle se dirige ensuite vers l'est en configuration autoroutière jusqu'à Kings Mountain, en passant par Mooresboro et Shelby.
Après avoir rencontré l'I-85 à Kings Mountain, la route continue vers l'est en passant par Gastonia et Belmont. Elle atteint ensuite l'ouest de Charlotte. Elle se rend au centre-ville où elle forme un multiplex avec l'I-277 sur environ la moitié de la longueur de l'autoroute. Au sud-est du centre-ville, la US 74 se détache de l'I-277 et continue vers le sud-est jusqu'à Monroe. Là, elle bifurque vers l'est et passe par Marshville, Wadesboro et Rockingham. Dans cette ville, la US 74 rencontre une extrémité temporaire de l'I-74. Un multiplex se forme entre les routes. Le multiplex prend fin à l'est de Rockingham puisque la US 74 n'est pas complètement mise aux normes autoroutières, jusqu'à Laurinburg. Dans cette ville, l'I-74 reprend vie jusqu'à la jonction avec l'I-95 au sud-ouest de Lumberton. À cet endroit, l'I-74 se termine à nouveau et la US 74 poursuit son trajet vers le sud-est. Elle passe par Boardman, Chadbourn, où elle rencontre la US 76 et forme un multiplex jusqu'à Wrightsville Beach, Whiteville, Bolton et Sandy Creek avant d'atteindre l'ouest de Wilmington.
La US 74 / US 76 contourne le centre-ville de Wilmington par le nord et, après avoir croisé la US 17, se dirige vers son terminus est. Juste avant de prendre fin, la US 74 et la US 76 se séparent. La US 74 continue sur Salisbury Street en traversant quelques zones résidentielles et commerciales avant d'atteindre Lumina Avenue. La US 74 bifurque à gauche sur North Lumina Avenue. Environ 1,7 miles (2,7 km) plus loin, la US 74 atteint son terminus est dans un cul-de-sac menant à l'entrée d'un hôtel.

## Intersections majeures
Tennessee
 I-24 / I-75 à Chattanooga. L'I-75 / US 74 forment un multiplex jusqu'à Cleveland.
 US 11 / US 64 à Chattanooga. Les routes forment un multiplex jusqu'à Collegedale.
 US 11 / US 64 à Cleveland
 US 64 à Cleveland. Les routes forment un multiplex jusqu'à Murphy, Caroline du Nord.
 US 411 à Ocoee
Caroline du Nord
 US 19 / US 129 au sud-ouest de Murphy. La US 74 / US 129 forment un multiplex jusqu'à Topton. La US 19 / US 74 forment un multiplex jusqu'à Bryson City.
 US 441 à l'est de Whittier. Les routes forment un multiplex jusqu'à Dillsboro.
 US 23 à Dillsboro. Les routes forment un multiplex jusqu'à Clyde.
 US 276 à Waynesville
 US 19 à Lake Junaluska. Les routes forment un multiplex jusqu'à Clyde.
 I-40 à Clyde. Les routes forment un multiplex jusqu'à Asheville.
 US 19 / US 23 à Asheville
 I-26 à Asheville. Les routes forment un multiplex jusqu'à Columbus.
 US 25 à Naples. Les routes forment un multiplex jusqu'à East Flat Rock.
 US 64 à Hendersonville
 US 221 au sud-ouest de Forest City
 I-85 / US 29 à Kings Mountain. La US 29 / US 74 forment un multiplex jusqu'à Charlotte.
 US 321 à Gastonia
 I-485 à Charlotte
 I-77 / I-277 / US 21 à Charlotte. L'I-277 / US 74 forment un multiplex dans la ville.
 I-485 à Matthews
 US 601 à Monroe. Les routes forment un multiplex dans la ville.
 US 52 à Wadesboro. Les routes forment un multiplex dans la ville.
 Future I-74 / US 1. L'I-74 / US 74 formeront un multiplex jusqu'à Bolton.
 US 15 / US 501 à Laurinburg. La US 74 / US 501 forment un multiplex dans la ville.
 I-95 / US 301 au sud-ouest de Lumberton
 US 76 à Chadbourn. Les routes forment un multiplex jusqu'à Wilmington.
 US 701 à Whiteville
 I-140 à Leland
 US 17 à Leland. Les routes forment un multiplex jusqu'à Wilmington.
 US 421 à Wilmington. Les routes forment un multiplex dans la ville.
 US 117 à Wilmington
 US 17 / US 76 à Wilmington. La US 74 / US 76 forment un multiplex jusqu'à Wrightsville Beach.
North Lumina Avenue à Wrightsville Beach. Le terminus est se trouve à 1,8 miles (2,9 km) de l'intersection.